# Bukovina u Přelouče
Bukovina u Přelouče é uma comuna checa localizada na região de Pardubice, distrito de Pardubice.